# Мирјана Дробац
Мирјана Дробац (рођена у Новом Саду 1977. године) српска је балерина и кореограф.
Средњу балетску школу у Новом Саду, завршила је 1997. године у класи професорке Биљане Његован. По завршетку школовања, примљена је у ансамбл Српског народног позоришта. Солиста треће категорије постаје 2000. године, а солиста друге категорије 2002. године.

## Улоге
- Па де троа, Лабудово језеро
- Пипи, Пипи Дуга Чарапа
- Па де де, Жизела
- Флер де Лис, Есмералда
- Контеса Мари ла Риш, Мајерлинг
- Гђа Бек, Макс и Мориц
- Спонзоруша, Госпођица и хулиган
- Девојка, Алтум силенцијум
- Девојка и Заљубљена девојка, Кармина бурана[1]

## Сарадња са педагозима и кореографима
Мирјана Дробац је сарађивала са Биљаном Његован, Р. Кљавином, В. Миклином, А. П. Гринвудом, В. Литвиновим, И. Херцогом, Л. Д. Јанку, Ј. Туђару, И. Отрин, К. Симић, М. Јовановић.

## Кореографски рад
- Српско народно позориште:
  - Венчање, 2003
  - Текелија, 2004
  - Џандрљив муж, 2005
- Новосадско позориште - Ујвидеки сзинхаз:
  - Ишао бих кући, а дома сам (Mennek haza de othon Vagyak), 2000
  - Побуна лутака (A Babok Lazadasa), 2001
  - Самоубица (Az Ongyilkos), 2001
  - Рефлекс, перформанс за фестивал ИНФАНТ, 2001
  - Подземље, дипл. представа А. Немета, 2003
- Народно позориште Кикинда:
  - Било једном на Балкану, 2004
- Народно позориште Суботица:
  - Вишњик, 2002
- Дечје позориште Суботица: 
  - Како је Потјех тражио истину, 2006[1]

## Награде
- Треће место на Републичком такмичењу музичких и балетских школа Србије (1996)
- Годишња похвала Српског народног позоришта (2005)
- Награда за глумачко остварење (улога Пипи)
- 13. позоришни фестивал за дјецу, Котор (2005)
- Годишња награда Српског народног позоришта (улога Пипи) (2006)
- Награда за глумачко остварење (улога Пипи)
- 6. међународни фестивал позоришта за дјецу, Бања Лука (2007)